# Liste der Landschaftsschutzgebiete in Passau
In Passau gibt es drei Landschaftsschutzgebiete. (Stand: November 2018)

## Hinweise zu den Angaben in der Tabelle
- Gebietsname: Amtliche Bezeichnung des Schutzgebietes
- Bild/Commons: Bild und Link zu weiteren Bildern aus dem Schutzgebiet
- LSG-ID: Amtliche Nummer des Schutzgebietes
- WDPA-ID: Link zum Eintrag des Schutzgebietes in der World Database on Protected Areas
- Wikidata: Link zum Wikidata-Eintrag des Schutzgebietes
- Ausweisung: Datum der Ausweisung als Schutzgebiet
- Gemeinde(n): Gemeinden, auf denen sich das Schutzgebiet befindet
- Lage: Geografischer Standort
- Fläche: Gesamtfläche des Schutzgebietes in Hektar
- Flächenanteil: Anteilige Flächen des Schutzgebietes in Landkreisen/Gemeinden, Angabe in % der Gesamtfläche
- Bemerkung: Besonderheiten und Anmerkungen

Bis auf die Spalte Lage sind alle Spalten sortierbar.
| Gebietsname                                                                         | Bild/Commons   | LSG-ID       | WDPA-ID | Wikidata  | Ausweisung | Gemeinde(n) | Lage     | Fläche ha | Flächenanteil                              | Bemerkung |
| ----------------------------------------------------------------------------------- | -------------- | ------------ | ------- | --------- | ---------- | ----------- | -------- | --------- | ------------------------------------------ | --------- |
| Gaißatal                                                                            | weitere Bilder | LSG-00593.01 | 396142  | Q59655766 | 1960       |             | Position | 272,06    | Passau (26,5 %), Landkreis Passau (73,4 %) |           |
| Kohlbruck                                                                           | weitere Bilder | LSG-00510.01 | 396021  | Q1392656  | 1997       |             | Position | 103,61    | Passau (100 %)                             |           |
| Schutz des Landschaftsteils Ilztal im Bereich des Stadt- und des Landkreises Passau | weitere Bilder | LSG-00089.01 | 395509  | Q59655703 | 1960       |             | Position | 1219,64   | Passau (19,2 %), Landkreis Passau (80,7 %) |           |